# Prix Provins-Moyen Âge
Le prix Provins-Moyen Âge est un prix d'histoire organisé depuis 2001 par la ville de Provins. Le prix vise à récompenser un livre, accessible au public cultivé, portant sur un sujet du Moyen Âge (du Ve au XVIe siècle). De 2001 à 2019, il était appelé Prix national du livre médiéval : Provins patrimoine mondial.
Le jury est présidé par M. Emmanuel Le Roy Ladurie. Il est constitué de Philippe Contamine, Bernard Cottret, Jean-Philippe Delvaux, Alain Demurger, Luc Duchamp, Michel Field,  Gisèle Gayraud, Simone Roux, Laurent Theis, François Verdier.

## Lauréats
- 2007 : Michel Pastoureau pour L’ours, histoire d’un roi déchu (Seuil, 2007)
- 2008 : Bruno Dumézil pour La reine Brunehaut (Fayard, 2008)
- 2009 : André Vauchez  pour François d'Assise (Fayard, 2009).
- 2010 : Pierre Choinet, Lydwine Scordia (ed.) pour Le Livre des trois âges : Fac-similé du manuscrit Smith-Lesouëf (Presses Universitaires de Rouen, 2009).
- 2011 : Philippe Bernardi pour Bâtir au Moyen Âge (CNRS éditions, 2011)
- 2012 : Laurent Feller pour L’assassinat de Charles le Bon, Comte de Flandre 2 mars 1127 (Perrin, 2012)
- 2013 : Colette Beaune pour Le Grand Ferré (Perrin, 2013)
- 2014 : Michel Zink pour Les Troubadours : une histoire poétique (Perrin, 2013)
- 2015 : Jean-Yves Boriaud pour Machiavel (Perrin, 2015)
- 2016 : Christiane Klapisch-Zuber pour Le voleur de Paradis (Alma, 2015)[1]
- 2017 : Patrick Demouy pour Le Sacre du Roi (La Nuée Bleue / Place des Victoires, 2016)
- 2018 : Léonard Dauphant pour Géographies, ce qu’ils savaient de la France (1100-1600) (Champ Vallon Editions, 2018)[2]
- 2019 : Denis Hayot pour Paris en 1200 : histoire et archéologie d’une capitale fortifiée par Philippe Auguste (CNRS éditions, 2018)[3]
- 2020 : Gabriel Martinez-Gros pour L'Empire islamique : VIe-XIe siècle (Passées Composées, 2019).
- 2021 : Julie Claustre pour Faire ses comptes au Moyen Âge : Les Mémoires de besogne de Colin de Lormoye (Les Belles Lettres, 2021)
- 2022 : Joël Cornette pour Anne de Bretagne (Gallimard, 2021).
- 2023 : Neil Stratford pour La Coupe de sainte Agnès (éditions Académie des Inscriptions et Belles-Lettres)
- 2024 : Michel Balard pour Histoire des épices au Moyen Âge (Perrin)[4]
- 2025 : Nicolas Sarzeaud pour Les Suaires du Christ en Occident (Cerf).